# Sequensova vila
Sequensova vila je rodinný dům vystavěný v letech 1912–1913 ve stylu tzv. racionální moderny. Vila se nachází v Praze 2-Vyšehradě na adrese Vnislavova 48/4 poblíž vltavského nábřeží.

## Historie

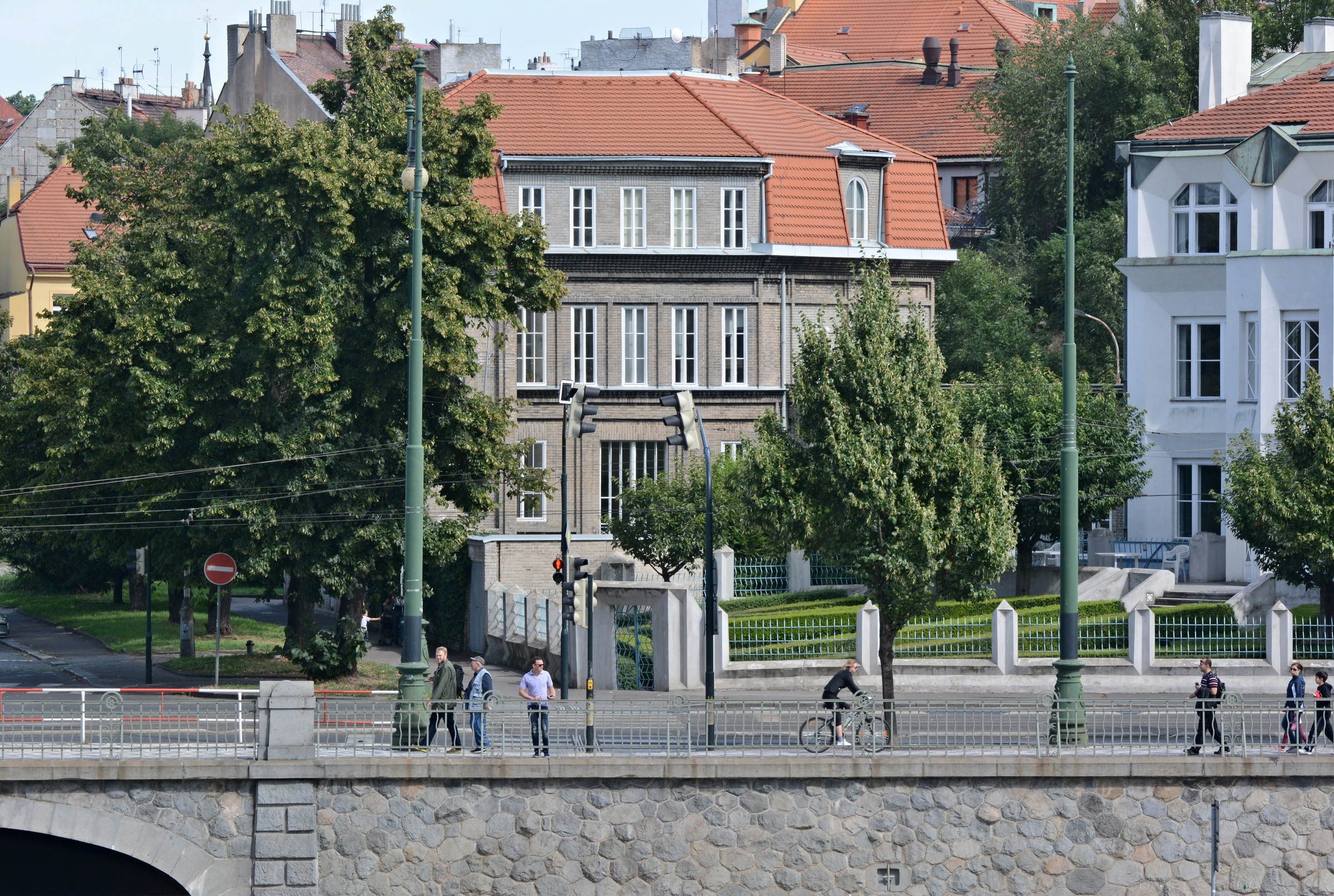
Vila od Vltavy

Rodinnou vilu si nechal postavit učitel František Sequens manželkou Zdenou. Autorem architektonického návrhu byl Otakar Novotný. Ten navrhl stavbu ve stylu racionální moderny, která je charakteristická jednoduchostí až strohostí. Hlavní důraz je kladen především na funkčnost. Tomu odpovídá i vnější vzhled domu, který je vytvořen z režného zdiva ze světlých cihel.
Dům s mansardovou střechou je postaven na půdorysu nepravidelného pětiúhelníku. Tvoří nároží mezi ulicemi Vnislavova (hlavní vstup) a Libušina se zadním vstupem (čp. 48/5) a zahrada. V nízkém bočním křídle bylo svého času rehabilitační centrum a dětské jesle.
Manželé Sequensovi dům v roce 1916 prodali rodině Hanušových, jejichž potomkům vila patří dodnes.

## Stavby v okolí
- Kubistická Kovařovicova vila a stylová zahrada
- Kubistická Vila Na Libušince
- Vyšehradská sokolovna (sídlo basketbalového klubu TJ Sokol Vyšehrad)